# Liriomyza galiivora
Liriomyza galiivora är en tvåvingeart som beskrevs av Spencer 1969. Liriomyza galiivora ingår i släktet Liriomyza och familjen minerarflugor. Inga underarter finns listade i Catalogue of Life.